# Трансхуманизъм
Трансхуманизъм (от лат. trans – отвъд и homo – човек; изписвано също като H+ или h+) е интернационално интелектуално движение, което поддържа идеята за подобряване на човешките умствени и физически възможности, използвайки новите технологии. Трансхуманистите изучават потенциалните възможности и опасности от напредващите технологии, които биха могли да преодолеят фундаменталните човешки ограничения и етика.
Думата „трансхуманизъм“ за пръв път е употребена в творбата на Данте Алигиери „Божествена комедия“, написана през 1312 г. Тогава, обаче, Данте не е влагал същия смисъл. Съвременното значение на термина е въведено от футуролога FM-2030 през 1960-те години.

## Основни цели
Трансхуманизмът цели безкрайно усъвършенстване на човека чрез научно-технически прогрес. Като основни точки за достигане на тази цел могат да се отбележат:
- подкрепяне на техническия прогрес;
- изучаване на науката и техниката навреме, за да се предотвратят потенциални опасности и нравствени проблеми;
- разширяване възможностите и свободата на индивида, чрез научно-технически постижения;
- противопоставяне на организации, обявили се срещу техническия прогрес.

## Технологии
Към момента технологиите, позволяващи изкуственото подобряване на човека, са:
- Допинг
- Крионика
- Ноотропни средства
- Невропротезиране
- Неврокомпютърен интерфейс
- Изкуствени органи
- Пластична хирургия
- Екзоскелет.

С научния напредък се очакват скоро да се прилагат и следните технологии:
- Генно инженерство
- Качване и сваляне на съзнанието
- Екзокортекс.